# II-71
De II-71 is een nationale weg van de tweede klasse in Bulgarije. De weg loopt van Silistra via Dobritsj naar Obrotsjisjte. De II-71 is 119 kilometer lang.